# 4 Non Blondes
4 Non Blondes es una banda estadounidense de rock alternativo formada en el año 1989. El grupo estuvo formado por la bajista Christa Hillhouse, la guitarrista Shaunna Hall, la baterista Wanda Day y la vocalista y guitarrista Linda Perry. La banda es conocida principalmente por su sencillo "What's Up?" lanzado en el año 1993.
En 1995, 4 Non Blondes participó con la canción "Misty Mountain Hop" en el trabajo Encomium, álbum homenaje a Led Zeppelin. 
Su líder y cantante Linda Perry ha trabajado en solitario desde que se disolvió la banda en el año 1996, produciendo canciones en álbumes de Christina Aguilera, Celine Dion y Pink.
El 11 de mayo de 2025, el grupo se reunió para llevar a cabo un pequeño concierto durante un acto de recaudación de fondos titulado "An Evening For Women", que tuvo lugar en el Beverly Hilton de Los Ángeles.

## Miembros
- Linda Perry – Cantante, guitarra (1989–1994)
- Roger Rocha – Guitarra (1992–1994)
- Christa Hillhouse – Bajo (1989–1994)
- Dawn Richardson – Batería (1992–1994)
- Louis Metoyer – guitarra (1992)
- Shaunna Hall – guitarra (1989–1992)
- Wanda Day – Batería (1989–1992; antes de lanzar Bigger, Better, Faster, More. Fallecida el 10 de julio de 1997 por sobredosis de drogas)[2]

## Discografía

### Álbumes de estudio
| Año  | Detalles del Álbum                                                                               | Posición más alta en listas | Posición más alta en listas | Posición más alta en listas | Posición más alta en listas | Posición más alta en listas | Posición más alta en listas | Posición más alta en listas | Posición más alta en listas | Posición más alta en listas | Posición más alta en listas | Certificaciones (ventas)                    |
| Año  | Detalles del Álbum                                                                               | U.S.                        | ALE                         | AUS                         | AUT                         | P.B.                        | NOR                         | NZ                          | SUE                         | SUI                         | U.K.                        | Certificaciones (ventas)                    |
| ---- | ------------------------------------------------------------------------------------------------ | --------------------------- | --------------------------- | --------------------------- | --------------------------- | --------------------------- | --------------------------- | --------------------------- | --------------------------- | --------------------------- | --------------------------- | ------------------------------------------- |
| 1992 | Bigger, Better, Faster, More! - Fecha de Lanzamiento: 13 de Oct. 1992 - Discográfica: Interscope | 13                          | 1                           | 4                           | 1                           | 1                           | 1                           | 10                          | 1                           | 1                           | 4                           | - US: Platino - Alemania: 3 × Oro - UK: Oro |

### Álbum en vivo
- Hello Mr. President (Live in Italy 1993) (1994)

### Sencillos
| Año  | Título               | U.S. | ALE | AUS | AUT | HOL | NZ | U.K. | Álbum                         |
| ---- | -------------------- | ---- | --- | --- | --- | --- | -- | ---- | ----------------------------- |
| 1992 | "Dear Mr. President" | —    | —   | —   | —   | —   | —  | 40   | Bigger, Better, Faster, More! |
| 1993 | "What's Up?"         | 14   | 1   | 2   | 1   | 1   | 2  | 2    | Bigger, Better, Faster, More! |
| 1993 | "Spaceman"           | 117  | 28  | —   | 19  | 25  | 23 | 53   | Bigger, Better, Faster, More! |
| 1993 | "Mary's House"       | —    | —   | —   | —   | —   | —  | —    | Bigger, Better, Faster, More! |
| 1994 | "I'm the One"        | —    | —   | —   | —   | —   | —  | —    | Banda sonora de Airheads      |
| 1994 | "Superfly"           | —    | —   | —   | —   | —   | —  | —    | Bigger, Better, Faster, More! |